# Conseil d'État de Joseon
Le Conseil d'État de Joseon (의정부, Uijeongbu) est l'organe suprême du gouvernement coréen durant la période Joseon,. Il est dirigé par trois fonctionnaires connus sous le nom des « Hauts Conseillers d'État » qui sont chargés de délibérer sur les problèmes clés de l'État, de conseiller le roi et de transmettre les décisions royales aux six ministères de Joseon (en),.
Le conseil est formé sous le règne du roi Jeongjong, juste avant que Taejong ne prenne le pouvoir en 1400. Il remplace une institution antérieure appelée « Conseil privé » qui était dominée par Jeong Do-jeon et d'autres personnalités clés à l'origine de la fondation de la dynastie. Le Conseil d'État perd progressivement de son importance au cours des 500 ans du règne de Joseon. Finalement, il est remplacé par un cabinet en 1907, contraint par l'intervention japonaise.
De nos jours, il existe une ville qui porte le nom de cet organe (Uijeongbu) dans le Gyeonggi.

## Structure
Le Conseil d'État est composé du :
- conseiller d'État en chef (en) (영의정 領議政), rang 1a
- conseillers d'État de gauche (en) et de droite (en) (좌ㆍ우의정 左右議政), tous deux de rang 1a
- Chanseong de gauche et de droite (좌ㆍ우찬성 左右贊成), tous deux de rang 1b
- Chamchan de gauche et de droite (좌ㆍ우참찬 左右參贊), tous deux de rang 2a
- en plus deux Sain (사인 舍人), rang 4a ; un Geomsang (검상 檢詳), rang 5a ; deux Sarok (사록 司錄), rang 8a[6]